# Alfred Audoul
Pour les articles homonymes, voir Audoul.
Alfred Audoul, né à Lyon 1er le 19 mars 1891 et mort à Meudon le 31 décembre 1963, est un architecte français.

## Biographie
Alfred Audoul entre à l’école régionale d’architecture de Lyon et s'inscrit à l'atelier Huguet le 4 octobre 1907. Il entre ensuite à l’école des beaux-arts de Paris où il est l'élève de Victor Laloux et de Charles Lemaresquier. Il remporte en 1925 une médaille de bronze au Salon des artistes français et obtient le Grand Prix de Rome.
Il est fait chevalier (21 octobre 1932) puis officier de la Légion d'honneur (1er août 1951).